# Bundesarchiv (Deutschland)
| Dienstgebäude Koblenz |
| --- |
| Das Bundesarchiv in Koblenz |
| Aufsichtsbehörde |
| Beauftragte der Bundesregierung für Kultur und Medien |
| Behördenleitung |
| - Michael Hollmann, Präsident - Andrea Hänger, Vizepräsidentin - Alexandra Titze, Vizepräsidentin - Björn Deicke, Vizepräsident                                                           |
| Anzahl der Bediensteten |
| etwa 2300 (Stand: 17. Juni 2021) |
| Standorte und Anschriften |
| Hauptdienststelle Koblenz Potsdamer Straße 1 56075 Koblenz (Lage) |
| Dienststelle Berlin-Lichterfelde Finckensteinallee 63 12205 Berlin (Lage) |
| Dienststelle Berlin-Reinickendorf (OT Tegel) Am Borsigturm 130 13507 Berlin (Lage) |
| Dienststelle Bayreuth (Lastenausgleichsarchiv) Dr.-Franz-Straße 1 95445 Bayreuth (Lage)                                                                                                   |
| Dienststelle Freiburg (Militärarchiv) Wiesentalstraße 10 79115 Freiburg (Lage) |
| Dienststelle Ludwigsburg (Außenstelle der Abteilung B: Unterlagen der Zentralen Stelle zur Aufklärung nationalsozialistischer Verbrechen) Schorndorfer Straße 58 71638 Ludwigsburg (Lage) |
| Dienststelle Rastatt (Erinnerungsstätte für die Freiheitsbewegungen in der deutschen Geschichte) Herrenstraße 18 76437 Rastatt (Lage)                                                     |
| Dienststelle Sankt Augustin (Zwischenarchiv) Bundesgrenzschutzstraße 100 53757 St. Augustin-Hangelar (Lage)                                                                               |
| Dienststelle Hoppegarten (Zwischenarchiv) Lindenallee 55–57 15366 Hoppegarten (Lage) |
| Dienststelle Berlin-Lichtenberg (Stasi-Unterlagen-Archiv) Ruschestraße 103 10365 Berlin (Lage)                                                                                            |
| Dienststelle Chemnitz (Stasi-Unterlagen-Archiv) Bruno-Salzer-Str. 5 09120 Chemnitz (Lage)                                                                                                 |
| Dienststelle Dresden (Stasi-Unterlagen-Archiv) Seiteneingang „D“ Riesaer Straße 7 01129 Dresden (Lage)                                                                                    |
| Dienststelle Erfurt (Stasi-Unterlagen-Archiv) Petersberg Haus 19 99084 Erfurt (Lage) |
| Dienststelle Frankfurt (Oder) (Stasi-Unterlagen-Archiv) Fürstenwalder Poststraße 87 15234 Frankfurt (Oder) (Lage)                                                                         |
| Dienststelle Gera (Stasi-Unterlagen-Archiv) Haus 3 Hermann-Drechsler-Straße 1 07548 Gera (Lage)                                                                                           |
| Dienststelle Halle (Saale) (Stasi-Unterlagen-Archiv) Blücherstraße 2 06122 Halle (Lage)                                                                                                   |
| Dienststelle Leipzig (Stasi-Unterlagen-Archiv) Dittrichring 24 04109 Leipzig (Lage) |
| Dienststelle Magdeburg (Stasi-Unterlagen-Archiv) Georg-Kaiser-Straße 7 39116 Magdeburg (Lage)                                                                                             |
| Dienststelle Neubrandenburg (Stasi-Unterlagen-Archiv) Neustrelitzer Straße 120 17033 Neubrandenburg (Lage)                                                                                |
| Dienststelle Rostock (Stasi-Unterlagen-Archiv) Straße der Demokratie 2 18196 Waldeck-Dummerstorf (Lage)                                                                                   |
| Dienststelle Schwerin (Stasi-Unterlagen-Archiv) Görslow, Resthof 19067 Leezen (Lage) |
| Dienststelle Suhl (Stasi-Unterlagen-Archiv) Weidbergstraße 34 98527 Suhl (Lage) |

Das Bundesarchiv (BArch) ist eine 1952 gegründete deutsche Bundesoberbehörde im Geschäftsbereich des Beauftragten der Bundesregierung für Kultur und Medien (BKM). Es hat das Archivgut des Bundes und weitere (Vorgänger-)Entitäten auf Dauer zu sichern, nutzbar und zugänglich zu machen und wissenschaftlich zu verwerten. 2021 wurde die BStU als Stasi-Unterlagen-Archiv übernommen. 
Wesentliche Rechtsgrundlagen sind das Bundesarchivgesetz und (seit dem 17. Juni 2021) das Stasi-Unterlagen-Gesetz.
Die Hauptdienststelle befindet sich in Koblenz. Der Standort Berlin-Lichterfelde ist jedoch die räumlich und personell größte Einrichtung des Bundesarchivs mit besonders hohem Benutzungsaufkommen. Zudem verfügt die Bibliothek in Berlin-Lichterfelde mit rund 1,7 Millionen Bänden den mit Abstand umfangreichsten Bibliotheksbestand innerhalb des Bundesarchivs. Das Bundesarchiv hat etwa 2270 Mitarbeiter.

## Bestand
Das Bundesarchiv umfasst Überlieferungen des Heiligen Römischen Reiches (1495–1806), des Deutschen Bundes (1815–1866), des Deutschen Reiches (1871–1945), der Besatzungszonen (1945–1949), der Deutschen Demokratischen Republik (1949–1990) und der Bundesrepublik Deutschland (seit 1949). Neben der allgemeinen Dokumentation von zentralen militärischen und zivilen Stellen werden auch zeitgeschichtliche Sammlungen und Unterlagen von überregional bedeutsamen Parteien, Verbänden und Vereinen sowie schriftliche Nachlässe von bedeutsamen Persönlichkeiten und publizistische Quellen gesammelt. Zum Archivgut zählen neben Akten auch Filme, Fotos, elektronische Datenträger, elektronische Akten, Karten, Plakate, Urkunden und Pläne.
Die „Archivwürdigkeit“ der Dokumente wird vom Bundesarchiv selbst beurteilt und orientiert sich daran, ob durch die Archivierung ein bleibender Wert für die Erforschung und das Verständnis von Geschichte und Gegenwart, für die Sicherung berechtigter Interessen der Bürger oder für die Gesetzgebung, Verwaltung oder Rechtsprechung entsteht.
Das Bundesarchiv umfasst Stand 2022 etwa:
- 548 laufende Kilometer Schriftgut (inklusive Karteien)
- 60 Petabyte Daten[8]
- 15,7 Millionen Bilder
- 1,5 Millionen Filmrollen zu 210.000 Filmtiteln
- 67.000 Plakate
- 2,2 Millionen Karten, Pläne und technische Zeichnungen
- 2,2 Millionen Bände in der Bibliothek

## Geschichte
Erst 1919 und damit später als in anderen europäischen Staaten wurde in Deutschland ein zentrales Archiv für die Organe und Behörden des Reiches gegründet. Standort war der Brauhausberg in Potsdam. Das Reichsarchiv übernahm Unterlagen aller obersten Reichsbehörden seit Gründung des Norddeutschen Bundes 1867 und im Jahr 1925 in seiner neu gegründeten Außenstelle in Frankfurt am Main auch Überlieferungen des Deutschen Bundes und des Reichskammergerichts. Die ältesten Dokumente im Bundesarchiv entstammen diesen Verfahrensakten des Reichskammergerichts und reichen bis ins Jahr 1411 zurück; eine durchgehende Überlieferung beginnt aber erst 1867 mit der Gründung des Norddeutschen Bundes, vier Jahre vor der Reichsgründung. Die Bestände wurden und werden aktiv um Schriftgut nichtstaatlicher Herkunft sowie um filmische und fotografische Dokumente ergänzt.
Trotz Auslagerung der wertvolleren Bestände traten im Zweiten Weltkrieg erhebliche Verluste ein. Nahezu vollständig vernichtet wurden die Bestände des bereits 1936 aus dem Reichsarchiv ausgegliederten Heeresarchivs. Durch Luftangriffe unwiederbringlich verloren ging auch Schriftgut von Reichsbehörden, das noch nicht an das Reichsarchiv abgegeben worden war. Angesichts des erwartbaren Zusammenbruchs ließen Funktionäre des NS-Staates zudem Unterlagen vernichten: Sie wollten belastendes Material, Spuren ihres verbrecherischen Handelns beseitigen. Zu den Kriegsfolgen gehörte, dass Archiv- und Registraturgut von den Alliierten beschlagnahmt und erst später und zum Teil unvollständig zurückgegeben wurde.
In der Sowjetischen Besatzungszone wurde 1946 das Deutsche Zentralarchiv (ab 1973 das Zentrale Staatsarchiv) der DDR in Nachfolge des Reichsarchivs gegründet. Es nahm die durch Auslagerung auf dem Gebiet der SBZ/DDR verbliebenen Reichs(teil)bestände auf und erhielt ab Mitte der 1950er Jahre Teile des bei Kriegsende durch die Sowjetunion beschlagnahmten Schriftgutes zurück. Zudem war dieses Archiv für die Überlieferung der zentralen zivilen Behörden der DDR zuständig.
In der Bundesrepublik Deutschland beschloss die Bundesregierung 1950 die Gründung des Bundesarchivs, das 1952 in Koblenz errichtet wurde. Die Vereinigten Staaten, Großbritannien und in geringerem Umfang auch andere Länder gaben nach Kriegsende beschlagnahmtes Schriftgut an das Bundesarchiv ab.
Im Unterschied zu den Nationalarchiven der meisten anderen Länder obliegt dem Bundesarchiv seit 1955 auch die dauerhafte Sicherung der militärischen Überlieferung des Bundes und seiner Vorläufer in der eigens dazu gebildeten Abteilung Militärarchiv. Diese befindet sich seit 1968 in Freiburg. In Potsdam wurde 1964 das Militärarchiv der Nationalen Volksarmee der DDR zunächst als „Deutsches Militärarchiv“ gegründet. Nach der Wiedervereinigung gingen die dort überlieferten Unterlagen in die Abteilung Militärarchiv des Bundesarchivs über.
1955 wurde das Staatliche Filmarchiv der DDR gegründet. Das Bundesarchiv sicherte seit 1958 ebenfalls Filme. Nach der Wiedervereinigung wurde das Staatliche Filmarchiv in die neu gegründete Abteilung Filmarchiv des Bundesarchivs integriert. Es ist heute eines der größten Filmarchive der Welt.
Auf Initiative des früheren Bundespräsidenten Gustav W. Heinemann wurde 1974 die „Erinnerungsstätte für die Freiheitsbewegungen in der deutschen Geschichte“ als Außenstelle des Bundesarchivs im Rastatter Residenzschloss eröffnet. Eine Dauerausstellung informiert über die Geschichte der Freiheitsbewegungen des 19. Jahrhunderts sowie über Opposition und Widerstand in der DDR bis zur Friedlichen Revolution 1989.
In Bayreuth wurde 1988 das Lastenausgleichsarchiv als Teil des Bundesarchivs errichtet. Es verwahrt die Akten der Ausgleichsverwaltung, die Schäden der Vertriebenen und Flüchtlinge aus den ehemaligen Ostgebieten des Deutschen Reiches sowie den deutschen Siedlungsgebieten in Ost- und Südosteuropa nach dem Zweiten Weltkrieg dokumentieren. Im Lastenausgleichsarchiv finden sich unter anderem auch die in den 1950er Jahren entstandene Ost-Dokumentation (darunter die sog. Gemeindeseelenlisten) sowie die Heimatortskarteien (HOK) des Kirchlichen Suchdienstes.
Mit der deutschen Einheit gingen zunächst die in der DDR überlieferten Teile der Reichsbestände sowie die Unterlagen zentraler staatlicher Stellen der DDR ins Bundesarchiv über. Es erfolgte die Eingliederung des Zentralen Staatsarchivs, des Militärarchivs der NVA, der Staatlichen Archivverwaltung der DDR im Ministerium des Innern, der Dokumentationszentrale der Staatlichen Archivverwaltung sowie des Staatlichen Filmarchivs der DDR in das Bundesarchiv.
Rechtlich problematisch stellte sich hingegen die Sicherung der Archive und Bibliotheken der Parteien und Massenorganisationen der DDR dar. Diese waren keine staatlichen Institutionen, standen jenen aber aufgrund der politischen Struktur der DDR sehr nahe und dominierten sie im Falle der SED sogar. Da der Einigungsvertrag keine diesbezüglichen Regelungen getroffen hatte, kam es 1991 zu einer Bundestagsinitiative mit dem Ziel, die Unterlagen der Parteien und Massenorganisationen der DDR ebenfalls dem Bundesarchiv zu unterstellen. Im Ergebnis entstand ein Gesetzentwurf zur Änderung des Bundesarchivgesetzes, der die Errichtung einer unselbständigen Stiftung im Bundesarchiv vorsah und der nach Zustimmung von Bundestag und Bundesrat am 13. März 1992 in Kraft trat. Gemäß den neu ins Bundesarchivgesetz aufgenommenen Vorgaben wurde unter dem Namen Stiftung Archiv der Parteien und Massenorganisationen der DDR im Bundesarchiv (SAPMO) eine unselbständige Stiftung des öffentlichen Rechts in Berlin errichtet. Diese hat die Aufgabe, auf zentraler Ebene entstandene Unterlagen von Parteien sowie der mit ihnen verbundenen Organisationen und juristischen Personen der DDR zu übernehmen, auf Dauer zu sichern und nutzbar zu machen. Dies gilt auch für andere Unterlagen, Materialien und Bibliotheksbestände zur deutschen Geschichte. Die Stiftung nahm am 4. Januar 1993 ihre Arbeit auf.
Mit Abzug der amerikanischen Truppen aus Berlin übernahm das Bundesarchiv das Berlin Document Center (BDC). Zu diesen Unterlagen gehören u. a. die Mitgliederkartei der NSDAP und Personalakten von 62.000 SS-Führern.
Im Jahre 2000 wurden die Unterlagen der Zentralen Stelle der Landesjustizverwaltungen zur Aufklärung nationalsozialistischer Verbrechen in die neu errichtete Außenstelle Ludwigsburg des Bundesarchivs übernommen.
Mit Inkrafttreten des Staatsvertrags zwischen dem Bund und dem Land Berlin gingen am 1. Januar 2019 alle Aufgaben, Rechte und Pflichten der Deutschen Dienststelle für die Benachrichtigung der nächsten Angehörigen von Gefallenen der ehemaligen Deutschen Wehrmacht (vormals WASt) auf das Bundesarchiv über. Zu diesem Zweck wurde die Abteilung PA (Personenbezogene Auskünfte) am vormaligen Dienstsitz mit den sämtlich übernommenen Mitarbeitern gebildet.
Am 17. Juni 2021 ging auf Beschluss des Deutschen Bundestags die Verantwortung für die Unterlagen des Ministeriums für Staatssicherheit (MfS) der ehemaligen DDR auf das Bundesarchiv über. Der Bundestag verabschiedete in seiner Sitzung am 19. November 2020 den entsprechenden Gesetzentwurf, der die fortdauernde Anwendung des Stasi-Unterlagen-Gesetzes (StUG) für die Nutzung der Stasi-Unterlagen beinhaltet. Das Amt des Bundesbeauftragten für die Stasi-Unterlagen (BStU) wurde zum 17. Juni 2021 aufgelöst. Im Gegenzug sah das Gesetz die Einrichtung des Amtes einer oder eines Bundesbeauftragten für die Opfer der SED-Diktatur beim Bundestag vor.

## Gesetzliche Grundlagen
Die Rechtsgrundlagen des Bundesarchivs bilden das Bundesarchivgesetz (BArchG) sowie – für die Unterlagen des Ministeriums für Staatssicherheit der DDR – das Gesetz über die Unterlagen des Staatssicherheitsdienstes der ehemaligen Deutschen Demokratischen Republik, kurz Stasi-Unterlagen-Gesetz (StUG). Hinzu kommen insbesondere Benutzungsordnungen, die Besondere Gebührenverordnung der Beauftragten der Bundesregierung für Kultur und Medien (BKMBGebV) und der Stiftungserlass der Stiftung Archiv der Parteien und Massenorganisationen der DDR im Bundesarchiv (SAPMO).
Das Gesetz über die Sicherung und Nutzung von Archivgut des Bundes (Bundesarchivgesetz) vom 6. Januar 1988 (BGBl. I S. 62) trat am 15. Januar 1988 in Kraft und wurde zuletzt geändert durch das Dritte Gesetz zur Änderung des Bundesarchivgesetzes vom 27. Juni 2013 (BGBl. I S. 1888). 2017 beschloss der Deutsche Bundestag ein neues BArchG (10. März 2017, BGBl. I S. 410), das nun in der Fassung der Bekanntmachung vom 6. September 2021 (BGBl. I S. 4122) gültig ist.
§ 3 BArchG hält die Aufgaben des Bundesarchivs fest. §§5–7 BArchG regeln die Anbietung und Abgabe von Unterlagen. Hiernach haben öffentliche Stellen des Bundes dem Bundesarchiv ihre Unterlagen anzubieten, wenn sie diese für die Erfüllung ihrer Aufgaben nicht länger benötigen oder ihnen die weitere Aufbewahrung nicht gestattet ist. Das Bundesarchiv entscheidet über die Archivwürdigkeit der angebotenen Unterlagen. § 10 BArchG regelt, dass grundsätzlich „jeder Person […] nach Maßgabe dieses Gesetzes auf Antrag das Recht zu[steht], Archivgut des Bundes zu nutzen“. Die Nutzung ist möglich, wenn ihr keine Einschränkungs- und Versagungsgründe (§13 BArchG) oder Rechte der betroffenen Personen (§ 14 BArchG) entgegenstehen.
Für die Unterlagen aus der Überlieferung des Ministeriums für Staatssicherheit der ehemaligen DDR gilt das Gesetz über die Unterlagen des Staatssicherheitsdienstes der ehemaligen Deutschen Demokratischen Republik, kurz Stasi-Unterlagen-Gesetz (StUG). Es wurde am 14. November 1991 vom Deutschen Bundestag verabschiedet. Es gilt das Stasi-Unterlagen-Gesetz in der Fassung der Bekanntmachung vom 18. Februar 2007 (BGBl. I S. 162), das zuletzt durch Artikel 2 des Gesetzes vom 9. April 2021 (BGBl. I S. 750) geändert wurde. Es regelt den Zugang zu den Stasi-Unterlagen und definiert die unterschiedlichen Bedingungen für ihre Verwendung.
Teile des staatlichen Archivgutes befinden sich im Politischen Archiv des Auswärtigen Amts, im Parlamentsarchiv des Deutschen Bundestages und im Geheimen Staatsarchiv Preußischer Kulturbesitz. Unterlagen von Politikern, Parteien und Bundestagsfraktionen zählen dagegen nicht zum staatlichen Archivgut und werden in den Archiven der Parteinahen Stiftungen gesammelt.

## Organisation
Das Bundesarchiv hat zwei Vizepräsidentinnen und einen Vizepräsidenten, denen jeweils ein Bereich untersteht. Ein Vizepräsident ist zuständig für die Zentralen Verwaltungsangelegenheiten. Ihm unterstehen die Abteilung Z I und Z II. Eine Vizepräsidentin ist zuständig für den Bereich Stasi-Unterlagen Archiv. Dies umfasst die Abteilungen AR (Archivbestände), AU (Verwendung von Unterlagen des Staatssicherheitsdienstes), VF (Vermittlung und Forschung) und R (Regionale Aufgaben). Einer weiteren Vizepräsidentin unterstehen die Abteilungen des vormaligen Bundesarchivs. Ihr Bereich ist in acht Abteilungen und die Stiftung Archiv der Parteien und Massenorganisationen der DDR im Bundesarchiv (SAPMO) gegliedert: Abteilung IT (Informationstechnik), Abteilung GW (Grundsatz und Wissenschaft), Abteilung AT (Archivtechnik und zentrale fachliche Dienstleistungen), Abteilung B (Bundesrepublik Deutschland), Abteilung DR (Deutsches Reich), Abteilung MA (Militärarchiv), Abteilung FA (Filmarchiv), SAPMO (Stiftung Archiv der Parteien und Massenorganisationen der DDR im Bundesarchiv).

### Abteilung AR (Archivbestände des Stasi-Unterlagen-Archivs)
Die Abteilung AR ist für die Erfassung der Unterlagen des Staatssicherheitsdienstes und deren nach archivischen Grundsätzen vorzunehmende Bewertung, Ordnung, Erschließung, Verwahrung und Verwaltung zuständig.
Sie ist in sechs Referate gegliedert, die für die Erschließung, die Recherchen, die Karteien und Magazine, deren Digitalisierung sowie für die Bestandserhaltung zuständig sind. Des Weiteren wird hier die Fachaufsicht über die Außenstellen zur Archivarbeit wahrgenommen.

### Abteilung AT (Archivtechnik und zentrale fachliche Dienstleistungen)
Abteilung AT ist zuständig für die archivtechnischen Querschnittsaufgaben. Sie ist in Berlin und Koblenz vertreten. Ihre Aufgabengebiete umfassen die Bestandserhaltung (konventionell und digital), fachliche Bauangelegenheiten, das Magazinwesen und den Betrieb der Werkstätten. Zudem ist die Abteilung für die Filmrestaurierung und Filmkonservierung zuständig.

### Abteilung AU (Verwendung von Unterlagen des Staatssicherheitsdienstes)
Die Abteilung AU bearbeitet die Anträge auf Einsicht in Stasi-Unterlagen und stellt in Zusammenarbeit mit der Abteilung AR die Unterlagen zur Verfügung. Die Zugangsrechte zu diesen Unterlagen sind im Stasi-Unterlagen-Gesetz (StUG) geregelt.
In der Abteilung AU werden zum einen die Anträge auf persönliche Akteneinsicht bearbeitet. Zum anderen erledigt sie Ersuchen, also Anfragen öffentlicher und nicht-öffentlicher Stellen sowie von Gerichten, Staatsanwaltschaften und Rehabilitierungsbehörden zu Informationen in den Stasi-Unterlagen. Schließlich ermöglicht sie auch den Zugang zu Stasi-Unterlagen für Forschung, politische Bildung und Medien.

### Abteilung DDR (einschl. SAPMO)
Mit der Abteilung DDR (einschl. SAPMO) wurden der frühere Arbeitsbereich DDR (Deutsche Demokratische Republik) der Abteilung BE und die SAPMO (Stiftung Archiv der Parteien und Massenorganisationen der DDR im Bundesarchiv) am Standort Berlin-Lichterfelde zusammengeführt. Die Stiftung stellt Archivgut der zentralen Leitungsebene der Parteien (SED, DBD und NDPD), der Gewerkschaften (Archiv der Gewerkschaftsbewegung, Berlin (FDGB)) sowie der DDR-Massenorganisationen (wie z. B. FDJ, Gesellschaft für Deutsch-Sowjetische Freundschaft, Kulturbund der DDR) für die Benutzung bereit. Die Parteien und Massenorganisationen oder ihre Rechtsnachfolger haben ihr Archivgut, das sich mitunter auch auf die Zeit vor 1945 erstreckt, mit Einbringungsverträgen an die Stiftung übergeben.
Zusätzlich zu den Archiven wurden auch die Bibliotheken des Instituts für Marxismus-Leninismus des Instituts für Marxismus-Leninismus beim ZK der SED (IML) und anderer Organisationen in das Bundesarchiv übernommen.

### Abteilung DR (Deutsches Reich)
In der Abteilung DR sind die früheren Abteilungen BE (Bereitstellung) am Standort Berlin-Lichterfelde und PA (Personenbezogene Auskünfte zum Ersten und Zweiten Weltkrieg) am Standort Berlin-Tegel zusammengefasst. Der frühere Arbeitsbereich DDR der Abteilung BE wurde in die neue Abteilung DDR überführt. Neben sachbezogenen Anfragen bearbeitet die Abteilung vor allem personenbezogene Anfragen sowohl zivilen als auch militärischen Kontexts.
Zusätzlich werden die verbliebenen Aufgaben der früheren Deutschen Dienststelle für die Benachrichtigung der nächsten Angehörigen von Gefallenen der ehemaligen deutschen Wehrmacht (WASt) wahrgenommen. Dazu gehören die Klärung der Schicksale von Militärangehörigen im Ersten und Zweiten Weltkrieg sowie Kriegsgräberangelegenheiten.

### Abteilung FA (Filmarchiv)
Die Abteilung FA entwickelte sich durch die Eingliederung des Staatlichen Filmarchivs der DDR seit dem 3. Oktober 1990 zum zentralen deutschen Filmarchiv, einem der größten Filmarchive in der Welt. Sie sammelt deutsche Filme aller Genres, außerdem Drehbücher, Programme, Fotos, Plakate sowie weitere begleitende Materialien und dokumentiert so mehr als 100 Jahre Filmgeschichte. Der Hauptsitz der Abteilung Filmarchiv befindet sich in Berlin-Lichterfelde. Zur Abteilung Filmarchiv gehört auch das Bildarchiv des Bundesarchivs.

### Abteilung GW (Grundsatz und Wissenschaft)
Die Abteilung GW ist zuständig für archivfachliche Grundsätze und wissenschaftliche Angelegenheiten. Der Hauptsitz dieser Abteilung ist Koblenz. Die Abteilung GW erarbeitet verschiedene Editionen wie die „Akten der Reichskanzlei“, die „Kabinettsprotokolle der Bundesregierung“ sowie die „Dokumente zur Deutschlandpolitik“. Die im Schloss Rastatt beheimatete „Erinnerungsstätte für die Freiheitsbewegungen in der deutschen Geschichte“ untersteht ebenfalls der Abteilung GW.

### Direktorat K (Kommunikation)
Die Abteilung K ist für die Kommunikation gegenüber Presse, Politik und Öffentlichkeit zuständig.

### Abteilung VF (Vermittlung und Forschung)
Die Abteilung VF erfüllt den Unterrichtungsauftrag des Stasi-Unterlagen-Archivs, der im Stasi-Unterlagen-Gesetz formuliert ist. Diesem Auftrag soll mit einer nutzerorientierten, wissenschaftlich fundierten Aufbereitung der historischen Quellen und einer zeitgemäßen Kommunikation entsprochen werden.

### Abteilung MA (Militärarchiv)
Die Abteilung MA wurde 1955, dem Jahr der Aufstellung der Bundeswehr, in Koblenz eingerichtet und 1968 an den damaligen Standort des Militärgeschichtlichen Forschungsamtes (MGFA) nach Freiburg i. Br. verlegt. Die Abteilung MA erfüllt neben endarchivischen Aufgaben auch zwischenarchivische Funktionen für den Geschäftsbereich des Bundesministeriums der Verteidigung. Zu dem im Militärarchiv verwalteten Archivgut gehören Unterlagen der Preußischen Armee ab 1867, der Streitkräfte des Norddeutschen Bundes (1867–1871), der Kaiserlichen Marine, der Schutztruppen und Freikorps, der Reichswehr, Wehrmacht und Waffen-SS (Die Personalakten der beiden letztgenannten befinden sich bei der Abteilung PA.), der deutschen Armeeeinheiten im Dienst der Alliierten, der Nationalen Volksarmee einschließlich der DDR-Grenztruppen und der Bundeswehr.
Die militärhistorischen Unterlagen der sonstigen Staaten des Deutschen Bundes befinden sich in den Archiven der jeweiligen Länder. Das wenige Archivgut der provisorischen Zentralgewalt ab 1848 einschließlich der militärischen Anteile ist in der Abteilung BE in Berlin-Lichterfelde benutzbar.

### Abteilung R (Regionale Aufgaben)
Die Abteilung R besteht aus den zwölf Außenstellen des Stasi-Unterlagen-Archivs. Dort werden die Akten verwaltet, die aus der Tätigkeit der Stasi in den ehemaligen Bezirksverwaltungen des MfS hervorgegangen sind.
Die Außenstellen ermöglichen bürgernahen Service und unterstützen zudem mit regionalen Bildungsangeboten den Unterrichtungsauftrag des Stasi-Unterlagen-Archivs.

## Standorte
- Bayreuth (Lastenausgleichsarchiv)
- Berlin-Lichtenberg (Zwei Standorte; Stasi-Unterlagen: Zentrale des MfS und Unterlagen der MfS-Bezirksverwaltungen Berlin und Potsdam, Lesesaal)
- Berlin-Lichterfelde (nichtmilitärische Unterlagen bis 1945, DDR-Unterlagen, Filmbenutzung)
- Berlin-Tegel (personenbezogene militärische Unterlagen bis 1945)
- Chemnitz (Stasi-Unterlagen: Bezirksverwaltung Karl-Marx-Stadt)
- Cottbus (Stasi-Unterlagen-Archiv, im Aufbau)
- Dresden (Stasi-Unterlagen: Bezirksverwaltung Dresden)
- Erfurt (Stasi-Unterlagen: Bezirksverwaltung Erfurt)
- Frankfurt (Oder) (Stasi-Unterlagen: Bezirksverwaltung Frankfurt und Cottbus)
- Freiburg im Breisgau (militärische Unterlagen)
- Gera (Stasi-Unterlagen: Bezirksverwaltung Gera)
- Halle (Saale) (Stasi-Unterlagen: Bezirksverwaltung Halle)
- Hoppegarten (Filme, Zwischenarchiv)
- Koblenz (bundesrepublikanische Unterlagen)
- Leipzig (Stasi-Unterlagen: Bezirksverwaltung Leipzig)
- Ludwigsburg (Unterlagen der Zentralen Stelle der Landesjustizverwaltungen zur Aufklärung nationalsozialistischer Verbrechen)
- Magdeburg (Stasi-Unterlagen: Bezirksverwaltung Magdeburg)
- Neubrandenburg (Stasi-Unterlagen: Bezirksverwaltung Neubrandenburg)
- Rastatt (Erinnerungsstätte für die Freiheitsbewegungen in der deutschen Geschichte)
- Rostock (Stasi-Unterlagen: Bezirksverwaltung Rostock)
- Sankt Augustin-Hangelar (Zwischenarchiv)
- Schwerin (Stasi-Unterlagen: Bezirksverwaltung Schwerin)
- Suhl (Stasi-Unterlagen: Bezirksverwaltung Suhl)

## Amtsleiter seit 1952
| 1952–1960                     | Georg Winter (Direktor)             |
| 1961–1967                     | Karl Bruchmann (Direktor)           |
| 1967–1972                     | Wolfgang A. Mommsen (Präsident)     |
| 1972–1989                     | Hans Booms (Präsident)              |
| 1989–1999                     | Friedrich P. Kahlenberg (Präsident) |
| Dezember 1999 bis 2. Mai 2011 | Hartmut Weber (Präsident)           |
| seit 3. Mai 2011              | Michael Hollmann (Präsident)        |

## Partner
Das Bundesarchiv steht im Austausch mit diversen institutionellen Partnern im In- und Ausland. Die Ziele und Inhalte der Kooperationen sind vielfältig, sie reichen im Einzelfall von umfassenden Digitalisierungsprojekten bis zu regelmäßigen Konferenzen und Tagungen zu spezifischen Themen. Das Netzwerk von Archiven und Fachverbänden, in dem sich das Bundesarchiv engagiert, erstreckt sich vom Verband deutscher Archivarinnen und Archivare bis zum Internationalen Archivrat. Auch mit geschichtswissenschaftlichen Forschungseinrichtungen bestehen Kooperationen und gemeinsame Projekte. So gibt das Bundesarchiv gemeinsam mit der Historischen Kommission bei der Bayerischen Akademie der Wissenschaften die „Akten der Reichskanzlei“ heraus. Das Bundesarchiv ist unter anderem auch Kooperationspartner des Online-Portals Lebendiges Museum Online.

## Kooperation mit Wikimedia
Ab Dezember 2008 kooperierte das Bundesarchiv mit Wikimedia Commons und machte über 100.000 digitalisierte Fotografien öffentlich zugänglich. Die Bilder sind unter einer Creative-Commons-Lizenz (CC-BY-SA) veröffentlicht. Gleichzeitig wurden die Personendaten im Bundesarchiv mit den entsprechenden Wikipedia-Artikeln und der Personennamendatei (PND) verknüpft. Leider fanden sich jedoch auch häufig beschnittene und unbeschriftete Fotos aus Bundesarchivbeständen im Internet – der Anteil der Lizenzverstöße an den Nutzungen soll 95 % betragen haben. Im Herbst 2010 beendete das Bundesarchiv die Kooperation.